# 교황 아데오다토 1세
교황 아데오다토 1세(라틴어: Adeodatus PP. I, 이탈리아어: Papa Adeodato I) 혹은 교황 데우스데디트(라틴어: Deusdedit PP., 이탈리아어: Papa Deusdedit)는 제68대 교황(재위: 615년 10월 19일 - 618년 11월 8일)이다.
아데오다토 1세 또는 데우스데디트는 로마 태생으로 이름이 전해지지 않는 한 수석부제의 아들이다. 그는 교황좌에 오르기 전에 40년간 로마에서 사제 생활을 하였다. 553년의 교황 요한 2세 이래 사제로서는 처음으로 교황에 선출되었다. 교황 아데오다토 1세는 교황 사비니아노에 이어 두 번째로 교황청 관리들을 수도자들로 채운 교황 그레고리오 1세의 정책을 뒤집어 모두 성직자로 교체하였다. 그리고 14명의 새 사제를 서품했는데, 이는 그레고리오 1세 이후 로마에서 거행된 첫 번째 사제 서품이었다.
618년 8월에 지진이 로마를 강타하고 뒤이어 피부병이 창궐하였으며, 이 기간 중에 아데오다토 1세가 선종하였다. 그의 후임자가 결정되기 전까지는 13개월하고도 16일의 공백기가 있었다. 전설에 의하면 아데오타도 1세가 어떤 환자에게 입맞춤을 하자 병이 치유되었다고 한다.
기독교 전승에 의하면, 아데오다토 1세는 교황 문헌에 납인장을 사용한 최초의 교황이라고 한다. 나중에 이 문서는 ‘교황 칙서’(Bulla)라고 불리게 된다. 아데오다토 1세가 반포한 교황 칙서들 가운데 하나는 여전히 보존되어 있는데, 앞면에는 양떼들 사이에 착한 목자 그림이 있는데, 그 밑에는 ‘알파와 오메가’라는 문구가 새겨져 있다. 그리고 뒷면에는 그의 서명과 함께 칙서의 내용이 적혀 있다.
사후 성인으로 시성되었으며, 축일은 11월 8일이다.

## 같이 보기
- 교황 목록